# Tomboy (Princess Nokia)
Tomboy è un singolo della rapper statunitense Princess Nokia, pubblicato il 14 luglio 2017 come secondo estratto dall'EP 1992.

## Video musicale
Il video musicale del brano è stato pubblicato il 2 maggio 2016, prima dell'estrazione come singolo. Diretto da Mylah Liban, è ambientato al New York’s Alphabet City e si sofferma sulle donne che, nonostante gli stereotipi posti dalla società, scelgono come essere, come vestirsi e come comportarsi.

## Tracce
Testi di Destiny Frasqueri, musiche di Saint.
1. Tomboy – 3:37